# وایکور
وایکور (Vycor) نام یک برند در شیشه‌آلات است که توسط شرکت کرنینگ معرفی شد.
وایکور شامل درصد بالایی از سیلیکا است و دمای انتقال شیشه ای بسیار بالایی دارد که منجر به مقاومت بسیار زیاد در برابر شوک حرارتی می‌شود.
وایکور تقریباً از ۹۶٪ سیلیکا و ۴٪ بور تری‌اکسید تشکیل شده‌است اما بر خلاف سیلیکای خالص ذوب شده می‌توان آن را به راحتی فرم داد و اشکال مختلفی تولید کرد.
محصولات وایکور توسط یک فرایند چند مرحله ای ساخته می‌شوند: ابتدا شیشه قلیایی شیشهٔ بروسیلیکات ذوب می‌شود و با تکنیک‌های معمول شیشه سازی به شکل مورد نظر در می‌آید. این کار با اعمال حرارت انجام می‌شود که باعث می‌شود مواد به دو فاز در هم آمیخته با ترکیب شیمیایی مختلف تقسیم شوند. یک فاز غنی از اکسید قلیایی و بوریک است و می‌تواند به راحتی در اسید حل شود. فاز دیگر غالباً سیلیکا است که غیرقابل حل می‌باشد. سپس شیء شیشه‌ای در یک محلول اسیدی داغ غوطه ور می‌شود؛ که فاز شیشه‌ای محلول را از بین می‌برد و یک شیئی که بیشتر سیلیکا است را بر جای می‌گذارد. در این مرحله شیشه متخلخل است. در نهایت شیء با دمایی بیش از ۱۲۰۰ درجه سانتیگراد گرم می‌شود، که ساختار متخلخل را یکپارچه می‌کند و جسم را کمی فشرده و غیر متخلخل می‌کند. ماده تکمیل شده به عنوان «شیشه بازسازی شده» طبقه‌بندی می‌شود. البته در برخی کاربردها مرحله نهایی حذف شده و شیشه ای متخلخل اراِئه می‌شود؛ که معمولاً در علوم و مهندسی کاربرد دارند.؛ این ویژگی باعث می‌شود که ماده‌ای مناسب برای استفاده در کاربردهایی که نیاز به پایداری بسیار بالایی دارند، باشد. مانند دستگاه‌های اندازه‌گیری و محصولاتی که نیاز به مقاومت در برابر شوک حرارتی بالا دارند. وایکور ضریب انبساط حرارتی بسیار کمی دارد (فقط یک چهارم پیرکس).
محصولات وایکور را می‌توان به‌طور مداوم در دمای ۹۰۰ تا ۱۲۰۰ درجهٔ سانتی‌گراد استفاده کرد.

| ترکیبات      | درصد  |
| ------------ | ----- |
| SiO2         | ۹۶٫۴٪ |
| B2O3         | ۳٪    |
| Al2O3        | ۰٫۵٪  |
| دیگر ترکیبات | ۰٫۱٪  |

## خواص
| خواص مکانیکی            |      |
| ----------------------- | ---- |
| دمای کشش (C°)           | ۸۹۰  |
| دمای بازپخت کامل(C°)    | ۱۰۲۰ |
| دمای انتقال شیشه‌ای (C°) | ۱۵۳۰ |
| چگالی(g.cm−۳)           | ۲٫۱۸ |
| مدول الاستیک (GPa)      | ۶٫۶۲ |

### خواص ویژه
- انبساط حرارتی کم،
- مقاومت در برابر دمای بالا،
- وزن مخصوص کم،
- مقاومت شیمیایی خوب،
- مقرون به صرفه تر از شیشه‌های کوارتز

## کاربردها
- کاربردهای اشعه ماوراء بنفش،
- اجزای دی الکتریک،
- مواد جایگزینی برای کوارتزشیشه‌ای / سیلیس فسفات،
- شیشه پنجره؛
- قطعات شیشه ای مقاوم در برابر حرارت،
- بسترها و ویفرهای شیشه ای

## محصولات
۱۱۰۰۰- بشر، ۱۲۹۴۰- ظروف ذوب فلزات، ۱۳۱۸۰- ظروف، ۱۶۷۹۰- آبگرمکن و گرمکن.